# Diócesis titular de Egara
La sede titular de Egara (en latín: Dioecesis Egarensis) es actualmente una diócesis titular católica.

## Territorio
La diócesis de Egara comprendía parte de las comarcas catalanas de: Vallés Oriental, Vallés Occidental, Bajo Llobregat, Noya y Alto Panadés.
La sede episcopal se encontraba en la ciudad de Egara, dentro de la jurisdicción de la actual ciudad de Tarrasa. La catedral se encontraba en el conjunto monumental de las iglesias de San Pedro de Tarrasa. Este conjunto está formado por la iglesia de Santa María, que fue la catedral de la diócesis, la iglesia de San Miguel, que sirvió como Martyrium, y la iglesia de San Pedro, que sirvió como parroquia.

## Historia
La diócesis fue erigida hacia la mitad del siglo V, sobre parte del territorio de la diócesis de Barcelona. Era sufragánea de la archidiócesis de Tarragona.
El nacimiento de la diócesis está bien documentado por las cartas que el obispo de Barcelona Nundinario dirigió, en nombre de todo el episcopado tarraconense, al papa Hilario, y por la respuesta del papa. El obispo Hilario, primer prelado de Egara hacia el 465, pretendió encabezar las diócesis de Barcelona y Egara a la vez, pero no obtuvo la aprobación del Papa, que reconoció la autonomía de Egara.
De esta antigua diócesis española queda la lista de un buen número de obispos y también la noticia de la celebración en Egara de un concilio de la provincia eclesiástica tarraconense en el 614.
La sede fue suprimida con la llegada de los musulmanes en el siglo VIII. Algunos eruditos creen que en la época musulmana la diócesis sobrevivió, a pesar de no conocerse ningún nombre de los obispos, pero no puede saberse con certeza. Hubo un intento frustrado de restauración de la antigua diócesis después de la conquista carolingia de la Marca Hispánica, pero fue reincorporada nuevamente a la diócesis Barcelona según una capitulación real de Carlos el Calvo en el 874.
Más adelante el arzobispo de Tarragona, Cesareo, pretendió restaurar la diócesis a mediados del siglo X, como lo demuestra una carta dirigida a Juan XII; más no hay documentación que permita conocer el resultado.
Actualmente Egara sobrevive únicamente como sede titular, siendo su actual obispo titular Luis Miguel Romero Fernández, M.Id. Si bien la diócesis de Egara no ha sido restaurada nunca, a principios del siglo XXI, fue erigida la diócesis de Tarrasa sobre gran parte del territorio de la antigua diócesis. Fue erigida por San Juan Pablo II el 15 de junio de 2004 mediante la bula Christifidelium salutem.

## Episcopologio

### Obispos
- Ireneo † (alrededor del 450 - 465 fallecido)
- San Nebridio † (antes del 516 - después del 527)[Nota 1]
- Tauro † (mencionado en el 546)
- Sofronio † (antes del 589 - después del 592)
- Ilergio † (antes del 594 - después del 610)
- Anónimo † (mencionado en el 614)
- Eugenio † (mencionado en el 633)
- Vincenzo † (mencionado en el 653)
- Giovanni † (antes del 683 - después del 693)

### Obispos titulares
- Justo Goizueta Gridilla, O.A.R. (14 de enero de 1970 - 15 de febrero de 1978 dimesso)
- Juan Francisco Sarasti Jaramillo, C.I.M. (8 de marzo de 1978 - 23 de diciembre de 1983 nombrado obispo de Barrancabermeja)
- Paulius Antanas Baltakis, O.F.M. (1 de junio de 1984 - 17 de mayo de 2019 fallecido)
- Luis Miguel Romero Fernández, M.Id. (3 de marzo de 2020 - actualidad)